# Pera Ensemble

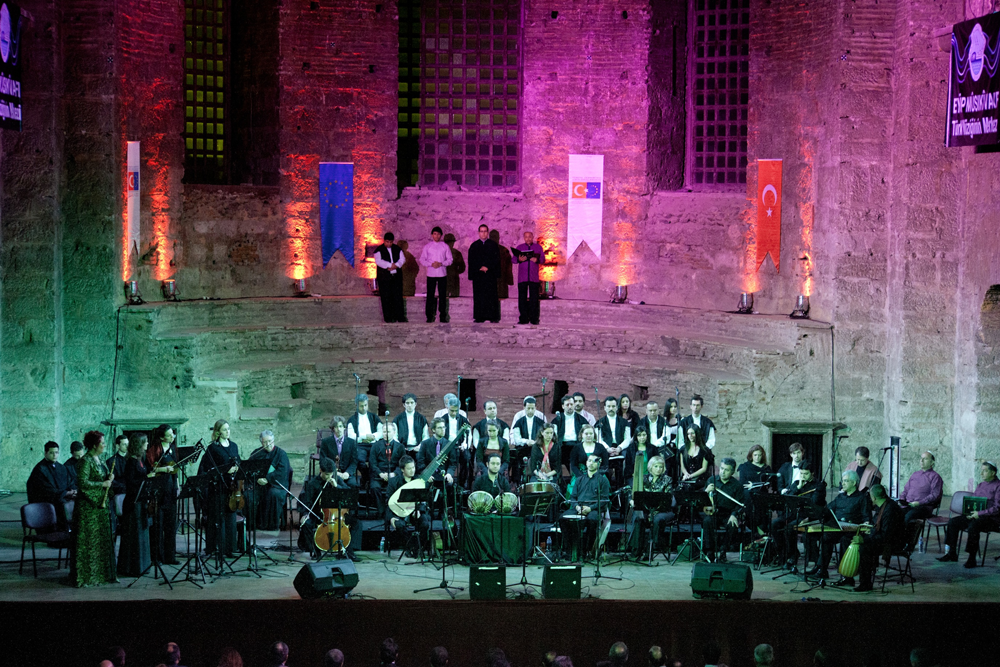
Pera Ensemble in der Irenenkirche, Istanbul

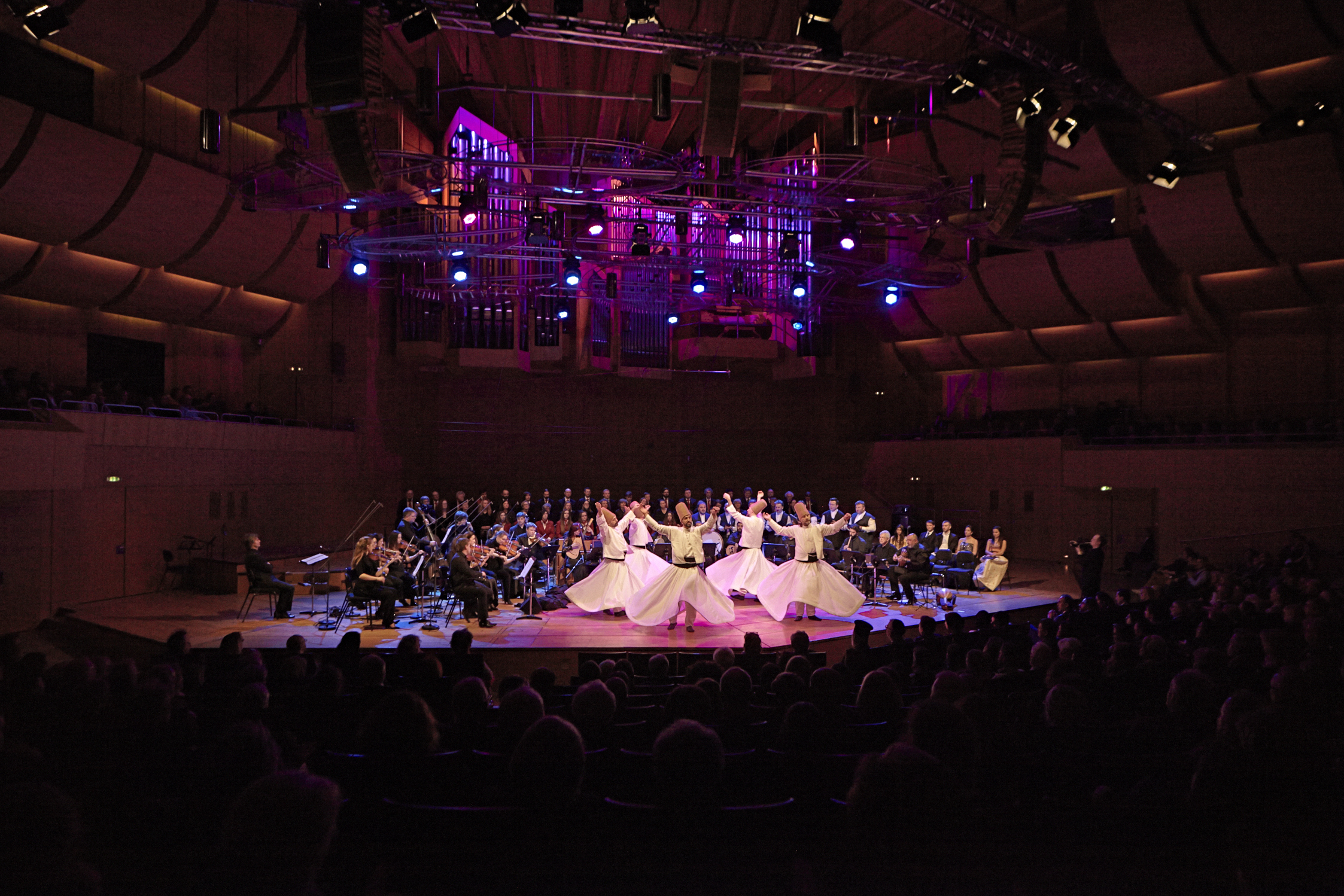
Music for the One God. Philharmonie München 31. März 2017

Das Pera Ensemble ist ein Musikerensemble, das vornehmlich Alte Musik, osmanische Musik, Sufi-Musik, Musik aus Orient und Okzident im Stil des Barock interpretiert.

## Geschichte
Das Pera Ensemble wurde von Mehmet Cemal Yeşilçay und Ihsan Özer gegründet und nach Pera, einem alten Stadtteil Istanbuls, benannt. Yeşilçay und Özer waren unter anderem auch Gründungsmitglieder von Sarband, konzertierten mit Ensembles wie Hesperion XXI, Concerto Köln, Emre Ensemble und Ferahfeza Ensemble.
Die Gruppe hatte Auftritte im Rahmen der Händel-Festspiele Halle, des Schleswig-Holstein-Musikfestivals, der Innsbrucker Festwochen der Alten Musik, des Rheingau Musikfestivals und der Schwetzinger Festspiele. Sie spielte in der Berliner Philharmonie, der Kölner Philharmonie, Philharmonie München, dem Konzerthaus Dortmund, Händelfestspiele Halle mit One God 2017, IKSV Istanbul Festival, dem CRR Istanbul, 2016 Konzerttournee Brasilien und vielen anderen Sälen.

## Repertoire und Research
- Osmanische Musik, Sufi-Musik. Musik aus Orient und Okzident im Barock. Die Weiterführung des Alla-Turca-Gedankens.
- Erforschung der Handschriften von Wojcieck Boboski alias Ali Ufki (ﺒﻚ علي اُفقي)  Haza Mecmua i Saz ü Söz. Transkriptionen in Zusammenarbeit mit MIAM Istanbul.
- Musik des Komponisten Buhûrizâde Mustafa Itrî  (1640–1712, بهورزاده مسطفى عِطرى)

## Projekte
- Music for the One God. Wurde im Rahmen des Programms The Civil Society Facility – EU-Turkey Intercultural Dialogue: Culture & Arts von der Europäischen Union und dem türkischen Staatsministerium für Kultur gefördert.
- Jerusalem (Uraufführung beim Heidelberger Frühling 2017)
- Levante (Musik aus dem Mittelmeerraum)
- Ballo Turco- from Venice to Istanbul
- Carneval Oriental
- Armida: Opernpasticcio mit Arien aus Händelopern und osmanischer Musik.
- Harem: Opernpasticcio mit Arien von Antonio Vivaldi, Nicola Antonio Porpora, Bononcini und osmanischer Musik.
- Baroque Oriental: Werke von Claudio Monteverdi, Maurizio Cazzati, Luigi Rossi, Giulio Caccini, Gazi Giray Han, Wojciech Bobowski alias Ali Ufki u. a.
- Café: Mit Werken von Jean-Baptiste Lully, Porpora, Vivaldi, Händel, Ebu Bekir Aga, Kantemir und anderen. „Musikalisch an Plätze aufbrechen, wo einst der Kaffee serviert wurde: in den Serail, Pavillons und Salons der feinen Gesellschaft.“
- Divan: Anlässlich der 200 Jahresfeier der Veröffentlichung des west-östlichen Divans von Goethe. In Zusammenarbeit mit dem Münchner Symphonikern
- Tamerlano & Bajezet: Ein Pasticcio mit Arien von Händel und Gasparini
- Jerusalem: Musik vom Mittelalter bis Barock über Jerusalem
- 1219 The Saint and the Sultan: 800 Jahresfeier der Begegnung von Franz von Assisi mit Sultan Al Malik

## Mitglieder
- Mehmet C. Yesilcay: Ud, Colascione, musikalische Leitung
- Ihsan Özer: Kanun
- Serkan Mesut Halili: Kanun
- Hasan Esen: Kemençe, Viola d’amore
- Derya Türkan:  Kemençe
- Volkan Yilmaz: Ney
- Ozan Pars: Perkussion
- James Hewitt: Violine
- Dmitry Lepekhov: Violine
- Johanna Brückner: Viola
- Franziska Grunze: Cello
- Sarah Perl: Viola da Gamba
- Christoph Sommer: Theorbe, Barockgitarre
- Daniel Zapico: Theorbe, Barockgitarre
- Massimiliano Toni: Cembalo
- Valer Barna-Sabadus: Countertenor
- Philipp Mineccia: Countertenor
- Francesca Lombardi Mazzulli: Sopran
- Ahmet Özhan: Gesang (als Gast)

- Zusammenarbeit mit L’arte del Mondo und Werner Ehrhardt sowie Michael Hofstetter.

## Diskografie (Auswahl)
- 2009: La Fete du Serail. Ludi Musici.
- 2010: One God. Ludi Musici.
- 2011: Pera Ensemble & L’arte del Mondo: Amor Oriental. Deutsche Harmonia Mundi.
- 2011: Baroque Oriental. Berlin Classics/Edel Kultur.
- 2012: Café. Berlin Classics/Edel Kultur.
- 2012: Kaffee für den König.
- 2013: Trialog, Music for the One God. Berlin Classics/Edel Kultur.
- 2014: Momenti d'Amore. Berlin Classics/Edel Kultur.
- 2016: Ballo Turco Oehms Classics
- 2018: Jerusalem. Glossa
- 2019: 1219 The Saint and the Sultan: Berlin Classics/Edel Kultur.

## Auszeichnungen
- Das Ensemble wurde 2012 für das Album Baroque oriental mit dem Klassik Echo in der Sparte Klassik ohne Grenzen ausgezeichnet.[2]
- Integrationspreis der Landeshauptstadt München 2015